# Ständerbohlenbau

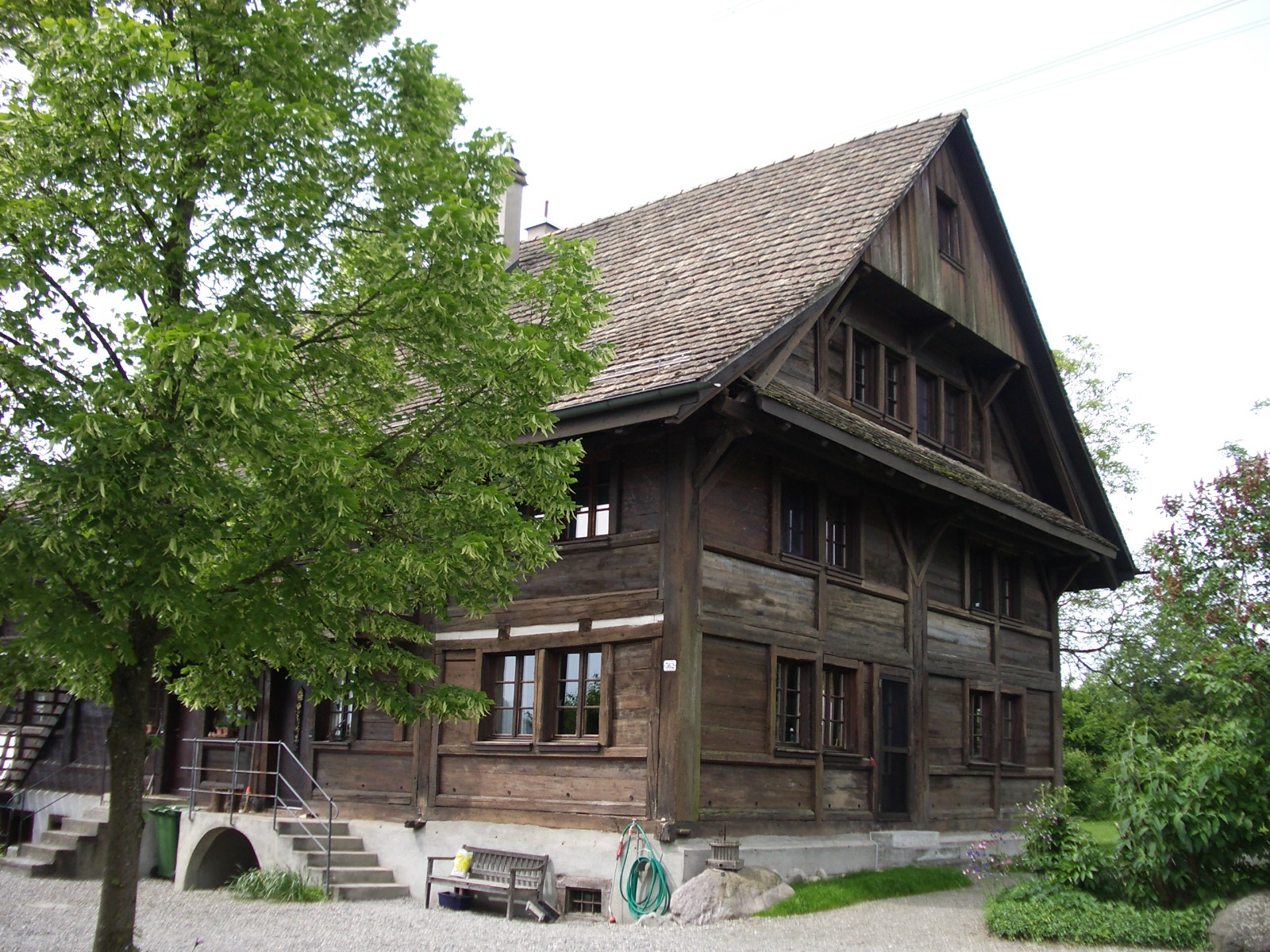
Bohlenständerhaus in Hedingen, Schweiz

Der Ständerbohlenbau oder Bohlenständerbau ist eine seit dem 15. Jahrhundert im süddeutschen Raum und in der Schweiz weit verbreitete Holzbauweise. Es handelt sich dabei um einen Vorläufer des oberdeutschen Fachwerks. Ständerbohlenbauweise ist auch im Haus- und Kirchenbau skandinavischer und baltischer Länder weit verbreitet und traditionell, hier häufig Stabbau genannt.

## Konstruktion

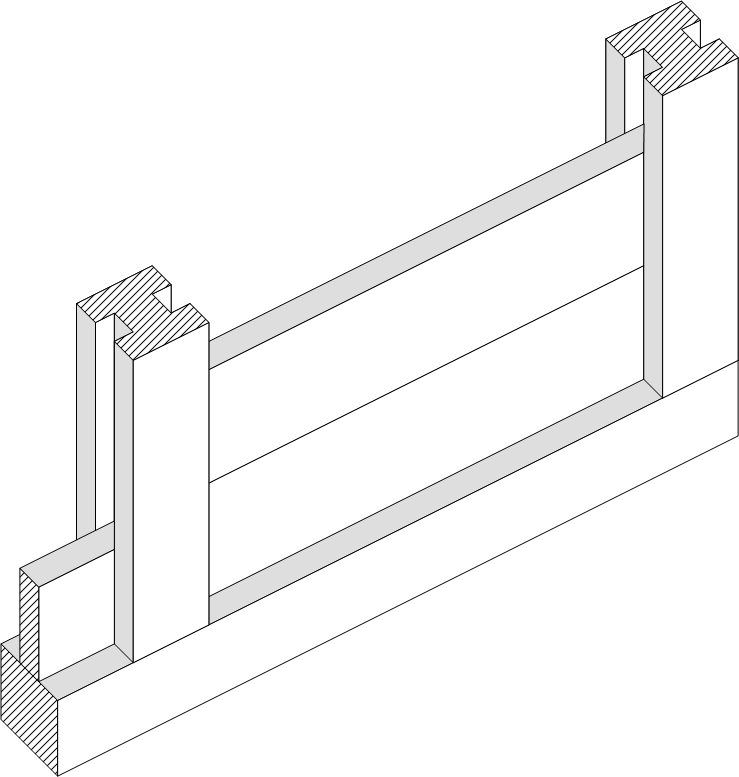
Konstruktionsschema der Ständerbohlenwand

Bei dieser Bauweise werden senkrechte Ständer in weitem Abstand auf einer Schwelle eingezapft. Zwischen den Ständern werden senkrecht nebeneinander- oder waagerecht übereinandergeschichtete, armdicke Bohlen eingefügt und durch Nuten oder Falze gesichert. Nach oben werden Ständer und Bohlen mit einem (oftmals verdoppelten) Rahmholz (Rähm) abgeschlossen. Schräge, eingeblattete Bänder oder Schwerter verbessern die Steifigkeit der Wand. Sind die eingefügten Bohlen ebenso stark wie die Ständer, spricht man auch von einem ausgeblocktem Ständerbau.
Die Ständer können mehrere Stockwerke umfassen. Deshalb trat die Bauweise auch bei Kirchen, Schulen, Herrschaftshäusern und Vierseithöfen auf. Bei fachkundiger Ausführung und passender Dachkonstruktion sind Ständerbohlen-Gebäude sehr stabil und haltbar, viele sind bis heute erhalten.
In der Schweiz ist diese Bauweise auch unter dem Namen Fleckbau bekannt. Die einzelnen Flecken sind die horizontal zwischen den Ständern eingenuteten Bohlen.